# Босоногова
Босоно́гова (рос. Босоногова) — присілок у складі Бердюзького району Тюменської області, Росія.
Населення — 156 осіб (2010, 200 у 2002).
Національний склад станом на 2002 рік:
- росіяни — 93 %